# Endasys nemati
Endasys nemati là một loài tò vò trong họ Ichneumonidae.